# José Luis Ballestín
José Luis Ballestín es un guionista de cómic español, que trabajó para la editorial Bruguera desde finales de los años setenta a mediados de los años ochenta del siglo pasado.

## Obra
José Luis Ballestín continuó muchas series cómicas, especialmente las dibujadas por Martz Schmidt y Tran:
| Años | Título                | Dibujante     | Tipo  | Publicación |
| ---- | --------------------- | ------------- | ----- | ----------- |
| 197- | Camelio Majareto      | Martz Schmidt | Serie |             |
| 1977 | Constancio Plurilópez | Tran          | Serie |             |
| 197- | Tete Gutapercha       | Tran          | Serie |             |
| 1979 | Deliranta Rococó      | Martz Schmidt | Serie |             |